# Lenz Gyula

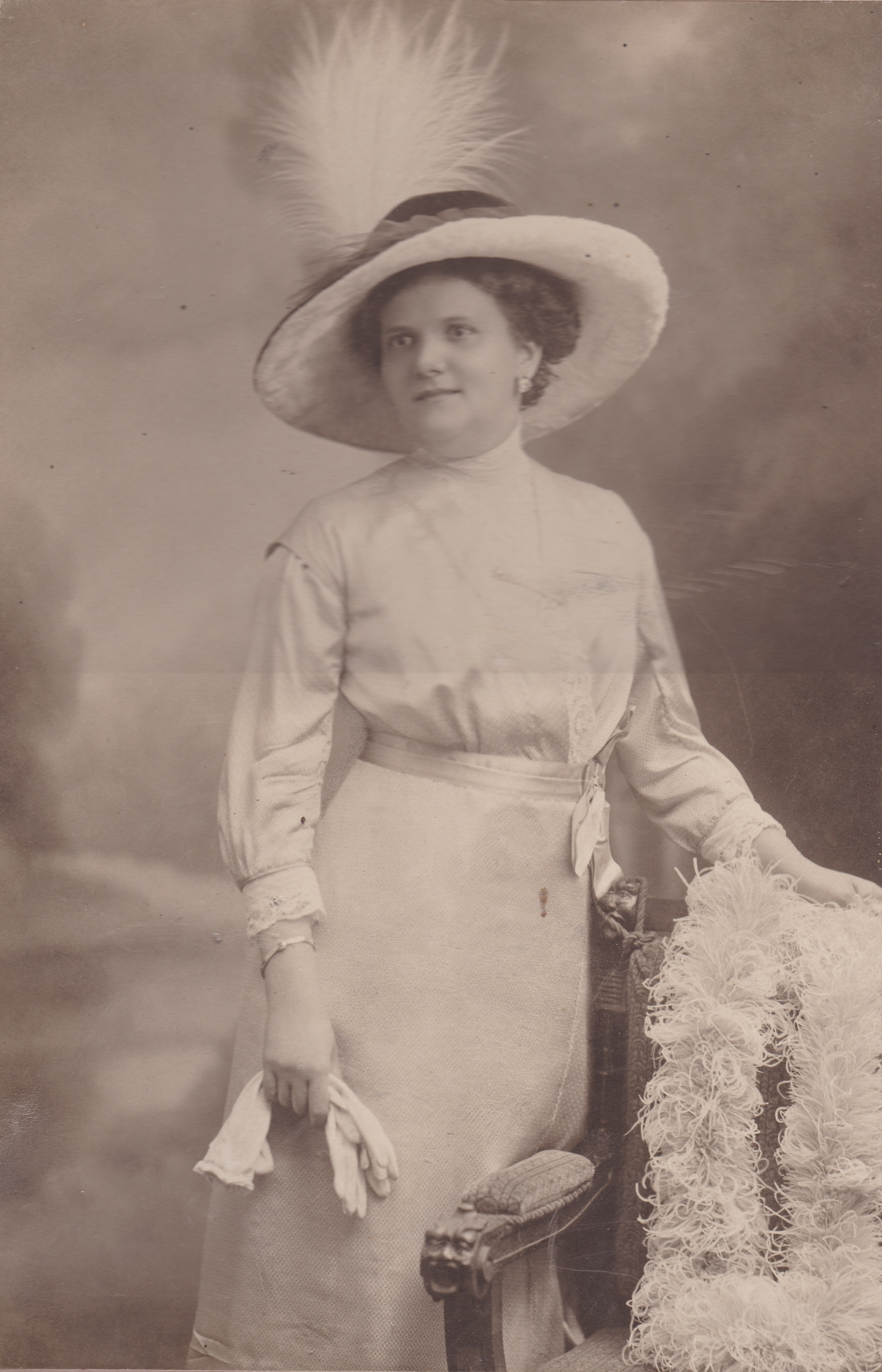
Lenz Gyuláné Gömöry Anna Mária Etelka (1874-1946), kereskedőasszony a Testvérek cégvezetője, bérház tulajdonos

Gömöry Gottlieb (1838–1908), kereskedő, vadászhadnagy.

Lenz Gyula (Pozsony, 1848. március 27. – Budapest, 1910. december 15.) magyar déligyümölcskereskedő, bérháztulajdonos.

## Családja és származása
A Lenz család legismertebb sarjainak egyike. A jómódú Lenz család a fennmaradt hagyományok szerint még a középkor végén vándorolt át a svájci Lenzburgból a Pomerániai Wojtaszycébe, ahonnan a 18. század elejére már elszegényedve vándorolt át Magyarországra. Apja Lenz József (1819– 1863), pozsonyi kőfaragó mester, háztulajdonos, anyja Skoff Jozefa (1824–1898), kiknek házasságából három fiú- és egy leány gyermek született: Lenz Gyula (1848-1910), Lenz Ferenc (1851-1926), kereskedelmi tanácsos, és Lenz János Nepomuk (1843–1913), a Ferenc József-rend lovagja, akik a kiegyezés körül költöztek át Pozsonyból Pestre, ahol letelepedtek és gyümölcs és fűszer kereskedő vállalatot alapítottak. Leánytestvérük, az Erzsébetfalván lakó Lenz Lujza (1855-?), aki a nemesi származású szentkirályszabadjai Pósa Károly (1840-1917), magyar királyi honvédszázados felesége lett.

## Életpályája
A három Lenz fivér a „Lenz Testvérek” nevű céget, egy déligyümölcs-, fűszer- és élelmiszer- (Südfrüchte Händler) kereskedő vállalatot 1877. október elsején közkereseti társaságként alapították meg Budapesten, az üzemét 1864-ben hozták létre. A Lenz Testvérek cég társtulajdonosai 1889-től 1911-ig hivatalosan Lenz Ferenc és Lenz Gyula fivérek voltak.
Lenz Gyula, valamint Ferenc és János nevű testvéreinek tulajdona volt a Budapest IV. kerületi Ferenc József rakpart 2-es szám alatti ház, melyet a 19. század végén vásároltak meg, e ház földszintjén volt a "Lenz Testvérek" déligyümölcs kereskedő cége, fölötte bérházakkal. Az I. kerületi Városmajor utca 22-es számú villa, a Petőfi tér 1-es, a Lónyay utca 24-es bérház,valamint a Régi posta utca 6-os szám szintén a család vagyonát képezte a századfordulónál.

## Házassága és leszármazottjai
Lenz Gyula 1896. május 9-én Budapesten a IX. kerületben feleségül vette Gömöry Anna Mária Etelka (*Budapest, 1874. február 24.– †Budapest, 1946. november 19.) kisasszonyt, akinek a szülei az evangélikus dobsinai származású Gömöry Gottlieb (1838–1908), cserzővarga, vadászhadnagy, és a pesti polgári római katolikus Stranszky Hermina (1847–1939) voltak. Gömöry Gottliebné Stranszky Herminának a húga Stranszky Irma, az adai római katolikus nőegylet társelnöke, akinek a férje Senk Antal (1839–1904), adai nagybirtokos, városi képviselő volt. Gömöry Gottlieb az 1864-67. évi mexikói önkéntes hadtest magyarországi résztvevői között vett részt, amikor Habsburg–Lotaringiai Miksa főherceg a mexikói trón elfoglalásáért utazott Amerikába vadászhadnagyként. Az apai nagyszülei Gömöry András (1810–1879), aki uradalmi gazdatisztként dolgozott Felsőhámoron, és Springer Zsuzsanna voltak; az anyai nagyszülei a prágai születésű Stranszky Prokop (1809–1871), pesti rézműves és Uhlár Rozina voltak. A Gömöry család egy régi dobsinai ágostai hitvallású buléner polgári család volt, amelynek az ősei 1326 óta űzték a bányászatot szabad polgárokként. A család legkorábbi ismert említése 1651-ből való és több száz éven át dobsinai városbírák is voltak; felmenői Rákóczi Ferencnek gyártottak fegyvereket a dobsinai bányászok és kohászokkal együtt.
Lenz Gyuláné Gömöry Annának a férje halála után kereskedőnő, bérház-tulajdonos lett, és hosszú évekig a "Lenz Testvérek" cégvezetőjeként dolgozott; 1935-ben Budapest hatodik legvagyonosabb adófizetője. Lenz Gyuláné Gömöry Anna húgának, Gömöry Irénnek (1888–1958) a férje, dr. Lux Gyula (1884–1957), nyelvész, tanügyi főtanácsos, a Magyar Királyi Állami Német-nyelvű tanítóképző Líceum alapítója és igazgatója volt.  Gömöry Irénnek az elsőfokú unokatestvére anyja révén Stranszky Kornélia (1887–1946), akinek a férje vitéz Katona Mihály (1877–1957), építészmérnök, építőmester volt. Lenz Gyuláné Gömöry Annának a másodfokú unokatestvérei vitéz Gömöry Árpád (1882–1943) vezérőrnagy, az Osztrák Császári Vaskorona-rend lovagja, Borsod-Gömör vármegye-, majd Észak-Pest vármegye testnevelési felügyelője, a "Dobsinai Társaskör" tagja, író, valamint Gömöry Vilma (1885–1962) színésznő voltak. Lenz Gyuláné Gömöry Annának egy elsőfokú unokatestvére Gömöry László (1868–1934), csendőrezredes, a Ferenc József-rend lovagja volt. 1930-ra özvegy Lenz Gyuláné Gömöry Anna vagyona 1,6 millió pengőnek számított. Lenz Gyula és Gömöry Anna frigyéből született:
- Lenz József János (*Budapest, 1897. március 18. – †Bogotá, Kolumbia, 1965. március 14.), nagykereskedő, kereskedelmi tanácsos, a "Pro Ecclesia et Pontifice" érdemrend tulajdonosa, tartalékos huszár százados, a "Gyümölcsexportőrök és Importőrök Egyesülete" elnöke, a "Déligyümölcs-kereskedők Egyesülete" alelnöke, a "Magyar Gyümölcskiviteli Egyesülés” intéző bizottságának a tagja, a "Gyümölcs-, Zöldség- és Élelmiszer-kereskedők Országos Egyesülete" elnök-jelöltje, földbirtokos, bérház-tulajdonos, "Lenz testvérek cég" társtulajdonosa. Felesége: Topits Klára Mária (*Budapest, 1901. november 21.–†Bogotá, Kolumbia, 1993. június 17.)[14]
- Lenz Gyula (Budapest, 1898. augusztus 23.–†Budapest, 1968. augusztus 25.), tartalékos huszárfőhadnagy, nagykereskedő, bérház-tulajdonos, "Lenz testvérek cég" társtulajdonosa. Felesége: Bloderer Mária (Grünburg, Ausztria,1906. augusztus 23.–†Budapest, 1973. április 24.)[15][16]
- Lenz Hildegard Zsuzsánna (*Budapest, 1899. október 2.–†?). Férje: dr. tolcsvai Nagy Barna (*Nyírmihálydi, 1890. július 7.–†Debrecen, 1973. március 17.), földbirtokos, honvédelmi minisztérium miniszteri tanácsosa, miniszteri osztályfőnök, író.[17]